# G’mrice Davis
G’mrice Davis (ur. 14 czerwca 1996 w Filadelfii) – amerykańska koszykarka występująca na pozycjach silnej skrzydłowej lub środkowej, obecnie zawodniczka Charnay Basket Bourgogne SUB.
28 sierpnia 2020 dołączyła do Enei AZS Poznań.
4 maja 2021 została zawodniczką francuskiego Charnay Basket Bourgogne SUB.

## Osiągnięcia
Stan na 22 maja 2021, na podstawie, o ile nie zaznaczono inaczej.
NCAA
- Uczestniczka rozgrywek:
  - Sweet 16 turnieju WNIT (2018)
  - turnieju NCAA (2019)
- Mistrzyni:
  - turnieju konferencji Atlantic 10 (2019)
  - sezonu regularnego Atlantic 10 (2019)
- Defensywna zawodniczka roku konferencji Atlantic 10 (2018)
- Zaliczona do:
  - I składu:
    - Atlantic 10 (2017, 2018)
    - defensywnego Atlantic 10 (2017, 2018)
    - Metropolitan Basketball Writers Association (MBWA – 2018)

  - składu honorable mention All-America (2018 przez WBCA)

Indywidualne
(* – nagrody przyznane przez portal eurobasket.com)
- MVP kolejki EBLK (12 – 2020/2021)[5]
- Zaliczona do składu honorable mention ligi:
  - izraelskiej (2020)*[6]
  - greckiej (2019)
- Zawodniczka tygodnia ligi greckiej (4x – 2018/2019)